# جامعة الحديدة
جامعة يمنية تأسست عام 1996 في الحديدة.
أنشئت جامعة الحديدة بالقرار الجمهوري رقم (165) لسنة 1996م، وقد كانت كلية التربية بالحديدة والتي تأسست عام 1987/1988م التابعة لجامعة صنعاء آنذاك هي النواة الأولى للجامعة، وهي عضو فاتحاد الجامعات العربيةي  وتخضع جامعة الحديدة لقانون الجامعات اليمنية الصادر عام 1995م وتعديلاته وقانون التعليم العالي والبحث العلمي رقم (13) لسنة 2010م، وقد أنيط بها مهمة إعداد الكوادر المؤهلة المدربة التي تسهم في عملية التنمية بمختلف المجالات، وقد بدأت الجامعة بكليات محدودة إلا أن التطور الذي شهدته؛ ولأهمية دورها الذي عكسته في تلبية متطلبات المجتمع من خلال التوسع في الكليات النوعية والتخصصات النادرة إلى ذلك تم إنشاء عدد من المراكز الأكاديمية والتخصصية وأصبحت الجامعة حتى العام الجامعي 2019/2020م تتكون من سبعة عشر كلية منها عشر كليات نوعية وعدة مراكز علمية متخصصة تسهم في البحوث والاستشارات العلمية لربط الجامعة بالمجتمع ومؤسساته في مختلف المجالات، حيث منحت الجامعة الشهادة الجامعية العليا (ماجستير) إضافة إلى الشهادة الجامعية الأولى (الليسانس والبكالوريوس) وكليات الجامعة تضم حالياً أكثر من (75) قسماً بتخصصات مختلفة يدرس فيها  خمسة وعشرون  ألف طالب وطالبة تقريباً.

## تطور الجامعة
بدأت الجامعة مسيرتها العلمية مكونة من ست كليات:
- كلية التربية الحديدة.
- كلية التربية زبيد.
- كلية التجارة والاقتصاد.
- كلية الشريعة والقانون.
- كلية الآداب.
- كلية علوم البحار والبيئة. (أول الكليات النوعية والمتميزة التي انفردت بها جامعة الحديدة عن بقية الجامعات في الجمهورية اليمنية)

ورغم ما تعانيه الجامعة من شحة الإمكانات إلا أنها استطاعت أن تضيف خلال مسيرتها العلمية خمس كليات نوعية ومتميزة في مخرجاتها العلمية هي:
- كلية التربية البدنية والرياضية، وكان إنشاؤها في عام 1998م.
- كلية العلوم الطبية، وكان إنشاؤها في عام 1998م
- كلية الفنون الجميلة، وكان إنشاؤها في عام1998م.
- كلية علوم وهندسة الحاسوب، وكان إنشاؤها في 2000م.
- كلية طب الأسنان وكان إنشاؤها عام 2005م.

ليرتفع عدد كليات الجامعة حتى 2005/2006م إلى إحدى عشرة كلية.
و استمرت الجامعة في التطور والتوسع حيث تم إنشاء العديد من الكليات النوعية التخصصية في الأعوام الأخيرة الماضية مثل:
- كلية الطب والعلوم الصحية حيث تم إضافة قسم الطب البشري والتي كانت تجمل اسم كلية العلوم الطبية
- كلية التربية والعلوم التطبيقية-باجل
- كلية التربية والعلوم التطبيقية-ريمة
- كلية العلوم والإدارة-بيت الفقية
- كلية الصيدلة السريرية
- كلية الهندسة
- كلية الزراعة
- كلية التربية النوعية- الخوخة

ليرتفع عدد كليات الجامعة حتى العام 2014/2015م إلى سبع عشرة كلية.
كما تم إنشاء العديد من المراكز التعليمية والخدمية في الجامعة وهي:
- مركز تنمية المجتمع والتعليم المستمر.
- مركز تقنية وأنظمة المعلومات.
- مركز طب المناطق الحارة.
- مركز التنمية الحرفية.
- مركز التراث والتاريخ.
- مركز الدراسات السكانية.
- مركز تنمية المرأة.

وقد تم افتتاح العديد من برامج الدراسات العليا (برامج الماجستير) في العديد من الكليات مثل:
| اسم الكلية                     | تاريخ انشائها |
| كلية التربية – الحديدة         | 1986/1987م    |
| كلية التربية – زبيد            | 1992/1993م    |
| كلية الشريعة والقانون          | 1996/1997م    |
| كلية الآداب                    | 1996/1997م    |
| كلية التربية البدنية والرياضية | 1997/1998م    |
| كلية علوم وهندسة الحاسوب       | 2000/2001م    |
| كلية التجارة والاقتصاد         | 1996/1997م    |
| كلية الطب والعلوم الصحية       | 1998/1999م    |